# 아델 골드버그

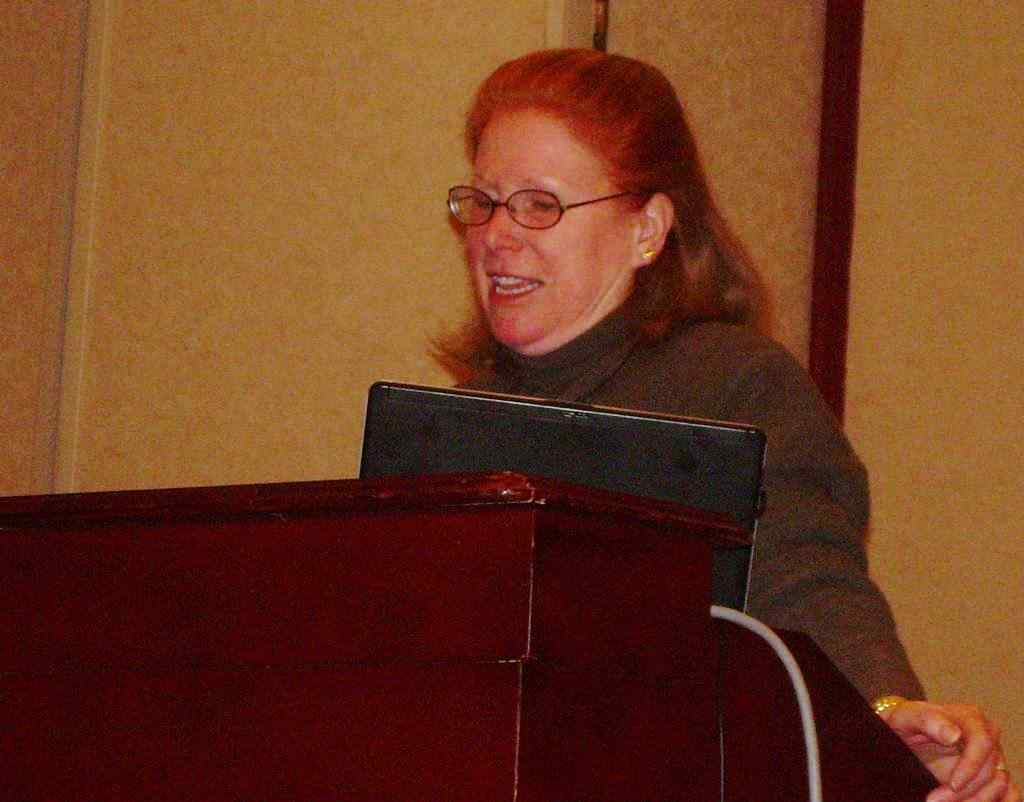

아델 골드버그(Adele Goldberg, 1945년 7월 22일~ )는 스몰토크-80 프로그래밍 언어에 관한 책을 쓴 컴퓨터 과학자이다.

## 주요 저서
- Smalltalk-80: The Language and Its Implementation (with David Robson), Addison-Wesley, 1983년, ISBN 0-201-11371-6(절판됨. 스몰토크의 "블루북"으로 알려짐)
- Smalltalk-80: the Interactive Programming Environment, Addison-Wesley, 1984년, ISBN 0-201-11372-4("오렌지북")
- Smalltalk-80: The Language (with David Robson), Addison-Wesley, 1989년, ISBN 0-201-13688-0("퍼플북" - "블루북"의 개정판)